# Campionati mondiali di freestyle 2013
I Campionati mondiali di freestyle 2013 sono stati la 15ª edizione della manifestazione. Si sono svolti a Oslo e a Voss, in Norvegia, dal 4 al 10 marzo 2013.

## Programma
| Giorno        | Oslo                      | Voss                                                    |
| ------------- | ------------------------- | ------------------------------------------------------- |
| 4 marzo 2013  | Halfpipe - Qualificazioni |                                                         |
| 5 marzo 2013  | Halfpipe - Finale         | Gobbe - Qualificazioni                                  |
| 6 marzo 2013  |                           | Gobbe - Finale Salti - Qualificazioni                   |
| 7 marzo 2013  |                           | Salti - Finale Gobbe in parallelo - Qualificazioni      |
| 8 marzo 2013  |                           | Gobbe in parallelo - Finale Slopestyle - Qualificazioni |
| 9 marzo 2013  |                           | Slopestyle - Finale                                     |
| 10 marzo 2013 |                           | Ski cross - Finale                                      |

## Podi

### Uomini
| Evento                        | Oro                   | Tempo/Punti           | Argento             | Tempo/Punti      | Bronzo         | Tempo/Punti    |
| Salti (dettagli)              | Qi Guangpu            | 138,00                | Travis Gerrits      | 117,73           | Jia Zongyang   | 99,09          |
| Halfpipe (dettagli)           | David Wise            | 96,2                  | Torin Yater-Wallace | 95,6             | Thomas Krief   | 94,2           |
| Slopestyle (dettagli)         | Tom Wallisch          | 94,8                  | James Woods         | 91,2             | Nick Goepper   | 89,2           |
| Gobbe (dettagli)              | Mikaël Kingsbury      | 91,96                 | Alexandre Bilodeau  | 89,83            | Patrick Deneen | 86,33          |
| Gobbe in parallelo (dettagli) | Alexandre Bilodeau    | Alexandre Bilodeau    | Mikaël Kingsbury    | Mikaël Kingsbury | Patrick Deneen | Patrick Deneen |
| Ski cross (dettagli)          | Jean-Frédéric Chapuis | Jean-Frédéric Chapuis | Bastien Midol       | Bastien Midol    | John Teller    | John Teller    |

### Donne
| Evento                        | Oro                   | Tempo/Punti           | Argento            | Tempo/Punti       | Bronzo                  | Tempo/Punti    |
| Salti (dettagli)              | Xu Mengtao            | 98,53                 | Veronika Korsunova | 75,26             | Danielle Scott          | 74,10          |
| Halfpipe (dettagli)           | Virginie Faivre       | 83,8                  | Anaïs Caradeux     | 80,6              | Ayana Onozuka           | 80,4           |
| Slopestyle (dettagli)         | Kaya Turski           | 89,6                  | Dara Howell        | 85,6              | Grete Eliassen          | 81,2           |
| Gobbe (dettagli)              | Hannah Kearney        | 89,00                 | Miki Itō           | 83,06             | Justine Dufour-Lapointe | 78,26          |
| Gobbe in parallelo (dettagli) | Chloé Dufour-Lapointe | Chloé Dufour-Lapointe | Miki Itō           | Miki Itō          | Hannah Kearney          | Hannah Kearney |
| Ski cross (dettagli)          | Fanny Smith           | Fanny Smith           | Marielle Thompson  | Marielle Thompson | Ophélie David           | Ophélie David  |

## Medagliere
| Pos.   | Paese         | Oro | Argento | Bronzo | Totale |
| ------ | ------------- | --- | ------- | ------ | ------ |
| 1      | Canada        | 4   | 5       | 1      | 10     |
| 2      | Stati Uniti   | 3   | 1       | 6      | 10     |
| 3      | Cina          | 2   | 0       | 1      | 3      |
| 4      | Svizzera      | 2   | 0       | 0      | 2      |
| 5      | Francia       | 1   | 2       | 2      | 5      |
| 6      | Giappone      | 0   | 2       | 1      | 3      |
| 7      | Gran Bretagna | 0   | 1       | 0      | 1      |
| 7      | Russia        | 0   | 1       | 0      | 1      |
| 9      | Australia     | 0   | 0       | 1      | 1      |
| Totale | Totale        | 12  | 12      | 12     | 36     |